# Julien Guadet
Pour les articles homonymes, voir Guadet.
Julien Guadet est un architecte français né à Paris le 23 décembre 1834 et mort à Lugano le 17 mai 1908.
Il est à l'origine du code de déontologie, connu sous le nom de Code Guadet, et du rétablissement d'une organisation de la profession d'architecte comme activité non commerciale, d'abord avec la Société centrale des architectes, ce qui conduira plus tard à la création de l'ordre des architectes, selon un projet étudié par Jean Zay et réalisé par le régime de Vichy.

## Biographie
Il est le fils de Joseph Guadet, homme de lettres, et un petit-neveu du député girondin Élie Guadet. Son fils Paul Guadet (1873-1931) est aussi un architecte réputé.
Admis en 1853 à l’École des beaux-arts de Paris, il est élève d’Henri Labrouste puis de Louis-Jules André. En 1863, il est avec son ami Jean-Louis Pascal l'un des meneurs du mouvement des élèves architectes contre la réforme de l'École des beaux-arts de 1863, et contre l'entrée d'Eugène Viollet-le-Duc comme professeur d'esthétique et d'histoire de l'art.
L'année suivante, en 1864, il obtient le premier grand prix de Rome.
Durant le dernier tiers du XIXe siècle il occupe de nombreuses fonctions officielles dans le domaine de l'architecture et de l'enseignement supérieur en France. Professeur à l'École nationale supérieure des beaux-arts de Paris, chef de l'un des trois ateliers officiels à partir de 1871, il est nommé professeur de théorie en 1894. Edmond Paulin lui succède l'année suivante à la direction de son atelier.
Auditeur au Conseil des bâtiments civils, il sollicite dès 1869 un poste d'architecte diocésain. Devenu inspecteur des travaux du gouvernement, il est nommé architecte diocésain d'Ajaccio en 1875, puis de Montauban et de Rennes en 1883, et enfin de Saint-Brieuc en 1892. Il termine sa carrière comme inspecteur-général des Bâtiments civils et Palais nationaux.
Il collabore notamment avec Charles Garnier à la construction de l'Opéra de Paris, réalise la Poste centrale du Louvre et dirige la reconstruction du Théâtre-Français après son incendie le 8 mars 1900.
Il est promu officier de la Légion d'honneur en 1899.

## Publications
- Étude sur la construction et la disposition du Colisée : amphithéâtre Flavien, Paris, A. Lévy, 1878.
- Jules André, architecte, notice sur sa vie et ses œuvres , Paris, Librairies-imprimeries réunies, 1890.
- Le Salon d'architecture de 1891, Paris, Librairies-imprimeries réunies, 1891, 89 p.
- Éléments et théorie de l'architecture : cours professé à l'École nationale et spéciale des beaux-arts, Paris, Librairie de la construction moderne, 1894, 4 vol. ; plusieurs rééditions [édition de 1901-1904 en ligne sur Gallica].
  - Tome II : Les Éléments de la composition dans l'habitation, dans les édifices d'enseignement et d'instruction publique, dans les édifices administratifs politiques judiciaires, pénitentiaires, dans les édifices hospitaliers, dans les édifices d'usage public.
  - Tome III : Les Éléments de la composition dans les édifices religieux.
- avec Henri Prudent : Les salles de spectacle construites par Victor Louis à Bordeaux, au Palais-Royal et à la place Louvois, Paris, Librairie de la construction moderne, 1903, 68 p. et 17 f. de pl.

## Dessins d'architecture
- Campanile pour des cloches, graphite, plume, encre noire, aquarelle, H. 39.6 ; L.27.8 cm[5]. Paris, Beaux-Arts[6]. Concours d'émulation de l'ENSBA octobre 1858.

## Élèves notoires
Pendant les 22 ans qu'il a passés à enseigner aux Beaux-Arts de Paris, il a eu comme étudiants notamment :
- Charles Billoré, promotion 1872
- Joseph Charlet
- Georges Chedanne
- Tony Garnier
- Paul Guadet
- Alexandre Maistrasse
- Auguste Perret
- Étienne Perrin
- Hyacinthe Perrin (1877-1965), de 1899 à 1906
- Gustave Umbdenstock
- Germain Sauvanet